# Moritz Kinzel
Moritz Kinzel (* 1976) ist ein deutscher Bauforscher.
Moritz Kinzel studierte an der Beuth Hochschule für Technik Berlin (heute Berliner Hochschule für Technik (BHT)) Architektur sowie an der TU Berlin Heritage Conservation Studies. Er schloss sein Studium als Elsa-Neumann-Promotionsstipendiat des Landes Berlin 2011 an der TU Berlin als Doktoringenieur ab, Thema der Dissertation war der Hausbau in der vorkeramischen Jungsteinzeit im heutigen Jordanien. In dieser Arbeit verband er „die Vorlage und Interpretation von Architekturbefunden mit innovativen methodischen und theoretischen Überlegungen zum Verhältnis von Bauforschung und Archäologie“. Anschließend wurde Kinzel Wissenschaftlicher Mitarbeiter am Carsten Niebuhr Centre for Multicultural Heritage der Universität Kopenhagen. Für seinen dänischen Arbeitgeber war er in verschiedenen, oft auch leitenden oder koordinierenden, Positionen bei Ausgrabungen in Jordanien, Katar und der Türkei tätig. Dazu gehörte etwa das breitenwirksame Projekt Heritage in Threat.
Seit 2017 war Kinzel der leitende Bauforscher beim Forschungsprojekt in Göbekli Tepe. Dieses ist ein von der Deutschen Forschungsgemeinschaft finanziertes Gemeinschaftsprojekt der Orient-Abteilung des Deutschen Archäologischen Instituts und der Universität Kopenhagen in Verbindung mit dem Museum Şanlıurfa. Nachdem die leitende Bauforscherin der Abteilung Istanbul des DAI, Katja Piesker, in Nachfolge von Ulrike Wulf-Rheidt an die Zentrale des DAI nach Berlin gewechselt war, übernahm Kinzel seit Juli 2019 interimistisch den Arbeitsbereich Bauforschung und Kulturerhalt an der Abteilung Istanbul des DAI. In dieser Zeit gelangen ihm gemeinsam mit Lee Clare und den anderen Kollegen neue bahnbrechende Erkenntnisse zur Bau- und Nutzungsgeschichte der Kreisanlagen von Göbekli Tepe. Zudem leitet er die Phase drei des Projekts Stewards of Cultural Heritage des Archaeological Heritage Network – Projekt Stunde Null, das gemeinsam mit einheimischen Fachleuten aus Syrien Beiträge zur Vermittlung des Kulturerbes des Landes und dessen Erhalt in verschiedenen Formen wie Workshops, Ausstellungen oder auch über das Internet leisten soll.
Im Jahr kam es zu einer Satzungsänderung; die durch den Weggang Pieskers vakante Leitungsposition beim DAI wurde nach einer Ausschreibung erstmals über eine Berufungskommission, bestehend aus Vertretern des Direktoriums und der Zentraldirektion des DAI sowie des wissenschaftlichen Beirats der Abteilung Istanbul, vergeben. Kinzel konnte sich mit seiner Bewerbung im März 2020 durchsetzen und wurde neuer Zweiter Direktor der Abteilung Istanbul des Deutschen Archäologischen Instituts.
Kinzels Forschungsschwerpunkte liegen im arabischen und anatolischen Raum. Dabei verfolgt er einen epochenübergreifenden Ansatz, der von der Vorgeschichte bis hin zu den neuzeitlichen arabischen Bauten insbesondere Arabiens liegt. Weitere Schwerpunkte der Tätigkeit liegen in der Baudenkmalpflege, dem Kulturerhalt in Konfliktregionen sowie in der öffentlichkeitswirksamen Vermittlung des kulturellen Erbes. Zu letzterem gehört beispielsweise die Beschäftigung mit der Architektur und der Innenarchitektur in den Tim-und-Struppi-Comics von Hergé.

## Schriften
- Am Beginn des Hausbaus. Studien zur PPNB-Architektur von Shkārat Msaied und Baʻja in der Petra-Region, Südjordanien. (= Studies in early near eastern production, subsistence, and environment. Band 17), Ex Oriente, Berlin 2013, ISBN 978-3-944178-04-2 [Dissertation].
- mit Pernille Carstens, Thomas Bo Nielsen und Lars Schmidt: Eyes on Syria. (= Proceedings of the Danish Institute in Damascus. Band 12), Forlaget Orbis, Kopenhagen 2015, ISBN 978-87-997908-3-8.
- mit Mette Elisabeth Bangsborg Thuesen und Ingolf Thuesen (Herausgeber): Den truede kulturarv. (= Konflikt & Kultur), Forlaget Orbis, Kopenhagen 2019, ISBN 978-87-970640-5-4.